# رولارتا

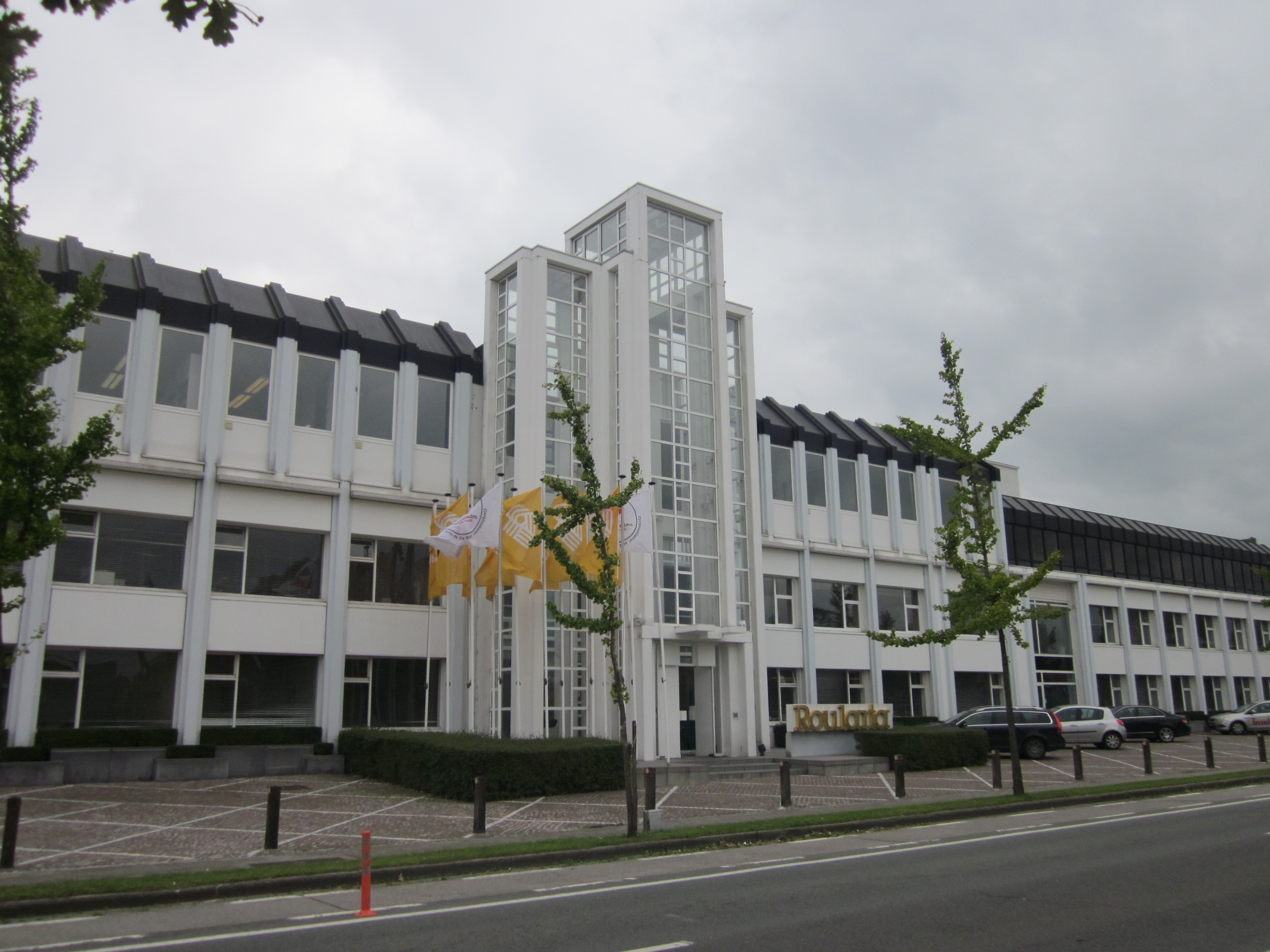
ساختمان رولارتا بلژیک

رولارتا (انگلیسی: Roularta) شرکت رسانه‌ای بلژیکی است، که در سال ۱۹۵۴ تأسیس شد.